# Niklas Lafrensen den äldre
Niklas Lafrensen den äldre, född 1698, död 1756, var en svensk konstnär. Han var far till Niklas Lafrensen.

## Biografi
Lafrensen tillhörde en ursprungligen tysk borgarsläkt i Stockholm, utbildade sig till fältskär men ägnade sig från början av 1720-talet åt målarkonsten. Lafrensens första arbeten är porträtt och gruppbilder i olja med mörk kolorit och stel teckning. Senare övergick Lafrensen till miniatyrmåleri i gouache på pergament, ofta kopior efter äldre och yngre mästare. Bland dessa märks en serie 65 porträtt ur Gripsholmssamlingen, beställd av Carl Gustaf Tessin, skänkt till Lovisa Ulrika och numera i Kungliga biblioteket. Lafrensens främsta period inföll mot slutet av hans liv. Färgskalan ljusnar, särskilt efter beröring med Gustaf Lundbergs pasteller, och teckningen blir friare. Bland Lafrensens arbeten märks en mängd porträtt och kopior efter kopparstick och målningar, flera på Nationalmuseum. Lafrensen finns även representerad vid Norrköpings konstmuseum.

## Urval av verk

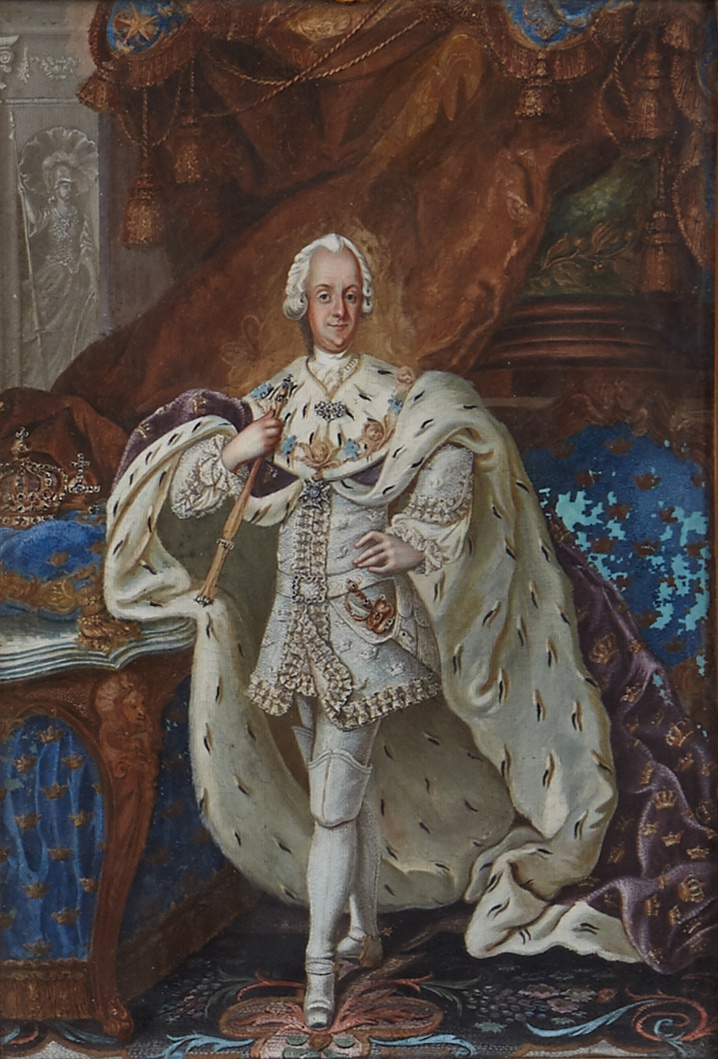
Porträtt av Adolf Fredrik i kröningsdräkt.
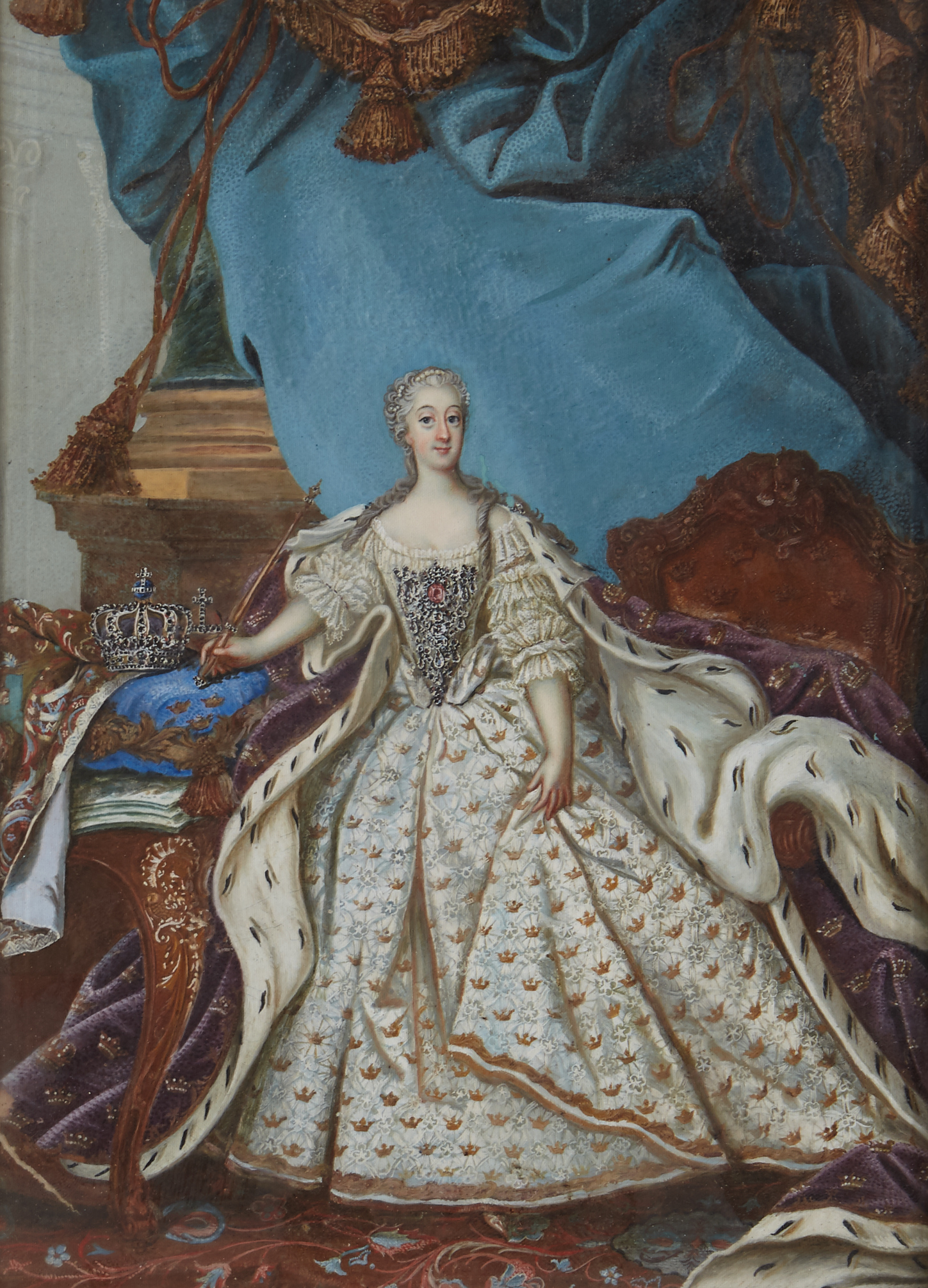
Porträtt av Lovisa Ulrika i kröningsdräkt.
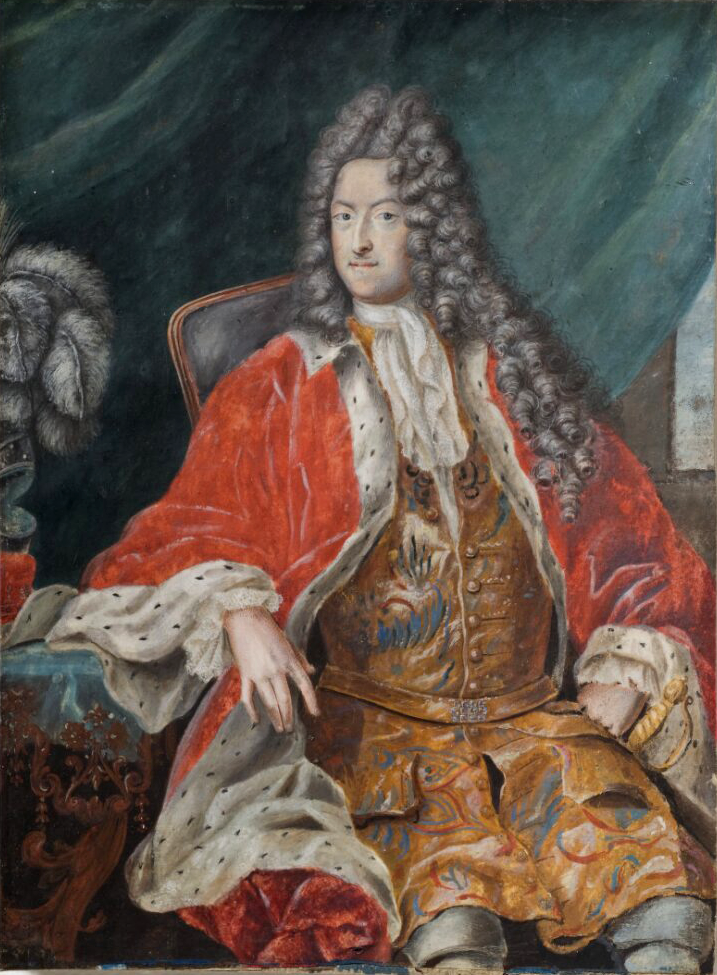
Arvid Bernhard Horn
Fredrik I